# Wharton (Teksas)
Wharton – miasto w Stanach Zjednoczonych, w stanie Teksas, nad rzeką Colorado, stolica hrabstwa Wharton. Miasto, tak jak i hrabstwo, zostało nazwane na cześć braci Williama i Johna Whartonów – polityków i żołnierzy z czasu rewolucji teksańskiej.

## Demografia
Według przeprowadzonego przez United States Census Bureau spisu powszechnego w 2010 miasto liczyło 8832 mieszkańców, co oznacza spadek o 4,4% w porównaniu do roku 2000. Natomiast skład etniczny w mieście wyglądał następująco: biali 53,1%, Afroamerykanie 27,3%, Azjaci 0,6%, pozostali 19,0%. Kobiety stanowiły 51,9% populacji.